# 2008年ロシア大統領選挙
2008年ロシア大統領選挙（2008ねんロシアだいとうりょうせんきょ）は、2008年3月2日にロシアで行われた大統領選挙である。ウラジーミル・プーチン大統領が、2期8年の任期を満了することに伴い実施された。
同時に約4000の地方議会選挙、自治体などの諸機関代表選出選挙、国民投票、住民投票が実施された。

## 選挙活動
ドミートリー・メドヴェージェフ第一副首相は早いうちからセルゲイ・イワノフ第一副首相とともにプーチン大統領の有力な後継者の一人と目されていた。そして2007年12月10日にプーチン大統領がメドヴェージェフ第一副首相を2008年大統領選挙の自身の後継候補に指名した。プーチンを支持する4つの政党（統一ロシア、公正ロシア、 ロシア農業党、市民勢力）もメドヴェージェフの支持を表明した。統一ロシアは12月17日に党員大会を開き、秘密投票でメドヴェージェフを正式に同党の候補者とした。メドヴェージェフは12月20日、ロシア中央選挙管理委員会に候補者登録を行い、ガスプロムの会長職を退くことを表明した。メドヴェージェフの候補者登録は2008年1月21日に受理された。選挙活動でメドヴェージェフは大統領に当選したらプーチンを首相に指名することを表明した。

## 候補者

### 登録された候補者
以下の4人がロシア中央選挙管理委員会によって候補者登録された。
- アンドレイ・ボグダーノフ（ロシア民主党党首。登録日は1月24日）
- ドミートリー・メドヴェージェフ第一副首相（統一ロシア、公正ロシア、 ロシア農業党、市民勢力、緑の党、ロシアの愛国者から推薦。1月21日登録）
- ウラジーミル・ジリノフスキー（ロシア自由民主党党首、ロシア連邦議会下院国家会議副議長。12月26日登録[3]）
- ゲンナジー・ジュガーノフ（ロシア連邦共産党党首[4]。12月15日に党員投票で218票中215票の支持を獲得し大統領候補に選出され[5]、12月26日登録[6]）

ボリス・ネムツォフ元副首相は、2007年12月18日に右派勢力同盟の大統領候補に選出された。 しかし、12月22日に大統領選挙に立候補しないことを表明した。 ネムツォフは、2007年12月26日に正式に立候補を取り下げ、自分を支持する人々に対してリベラル派の一本化を主張し、ミハイル・カシヤノフ元首相への投票を呼びかけた。

### 登録不許可とされた候補者
- ミハイル・カシヤノフ（元首相）
- アレクサンドル・ドンスコイ
- ヴィクトル・ゲラシチェンコ
- オレグ・シェーニン（元ソ連共産党政治局員、書記）

### 立候補を断念した者
- ガルリ・カスパロフ(元チェスの世界チャンピオン)
- ウラジーミル・ブコフスキー
- ニコライ・クリャノヴィチ
- セルゲイ・グリャーエフ
- ゲンナジー・セレズニョフ（元ロシア連邦議会下院国家会議議長）
- グリゴリー・ヤヴリンスキー（ヤブロコ党首）

## 投票結果
| 候補者                                                                                                | 所属政党                                                                               | 得票数      | 得票率 |
| --- | -------------------------------------------------------------------------------------- | ----------- | ------ |
| ドミートリー・メドヴェージェフ                                                                        | 無所属 （統一ロシア、公正ロシア、ロシア農業党、 市民勢力、緑の党、ロシアの愛国者推薦） | 52,530,712  | 71.25  |
| ゲンナジー・ジュガーノフ                                                                              | ロシア連邦共産党                                                                       | 13,243,550  | 17.96  |
| ウラジーミル・ジリノフスキー                                                                          | ロシア自由民主党                                                                       | 6,988,510   | 9.48   |
| アンドレイ・ボグダーノフ                                                                              | ロシア民主党                                                                           | 968,344     | 1.31   |
| 有効票                                                                                                | 有効票                                                                                 | 73,731,116  | 98.64  |
| 無効票・白票                                                                                          | 無効票・白票                                                                           | 1,015,533   | 1.36   |
| 投票総数                                                                                              | 投票総数                                                                               | 74,746,649  | 100.00 |
| 有権者（投票率）                                                                                      | 有権者（投票率）                                                                       | 107,222,016 | 69.71  |
| 出典：Nohlen, D & Stöver, P (2010) Elections in Europe: A data handbook, p1642 ISBN 978-3-8329-5609-7 |                                                                                        |             |        |

## 参照
1. ↑  Victor Yasmann. "Russia: President's Potential Successor Debuts At Davos", Radio Free Europe/Radio Liberty, January 31, 2007.
2. ↑  "Medvedev Registers for Russian Presidency, Will Leave Gazprom", Bloomberg, December 20, 2007.
3. ↑  http://www.cikrf.ru/postancik/Zp070620.jsp
4. ↑  "Zyuganov Announces His Presidential Bid", Kommersant Moscow, June 11, 2007.
5. ↑  "Communist leader Zyuganov nominated for Russia presidency", ITAR-TASS, December 15, 2007.
6. ↑  http://www.cikrf.ru/postancik/Zp070623.jsp
7. ↑  Kyiv Post. Russian opposition party SPS nominates Nemtsov as presidential candidate
8. ↑  Центральная избирательная комиссия Российской Федерации
9. ↑  "Opposition candidate Nemtsov quits Russian presidential race", RIA Novosti, December 26, 2007.